# Ocnogyna zoraida
Ocnogyna zoraida is een vlinder uit de familie van de spinneruilen (Erebidae), onderfamilie beervlinders (Arctiinae). De wetenschappelijke naam van de 
soort is voor het eerst geldig gepubliceerd in 1837 door Graslin.
Deze nachtvlinder komt voor in Europa.